# Chiaki Kuriyama
Chiaki Kuriyama (栗山千明, Kuriyama Chiaki) és una actriu i model japonesa nascuda el 10 d'octubre del 1984 a la ciutat Tsuchiura, (prefectura d'Ibaraki).

## Carrera
Chiaki va ser una de les models infantils més populars de l'any 1990 al Japó. El 1997, apareixia en photobooks de Shinwa-Shoujo i Shoujokan, fotografiada per Kishin Shinoyama. També va ser model per a les revistes de moda infantils Nicola (1997-2001) i Puchi Lemon (1996-2001). Primer va aconseguir reconeixement com a actriu al Japó pels seus papers en què protagonitzava a les pel·lícules de por de Shikoku (1999) i Ju-on (2000) i en la pel·lícula d'acció Battle Royale (2000) al paper de Takako Chigusa.
Fent a part algunes aparicions en uns quants programes de televisió japonesos notables (incloent-hi Rokubanme no Sayoko), Chiaki feia el seu debut de Hollywood a la pel·lícula del director Quentin Tarantino del 2003 Kill Bill, Volum 1, com a Gogo Yubari, el guardaespatlles dels yakuza de Tòquio de la O-Ren Ishii. Les exclamacions de Chiaki a la pel·lícula eren totes en japonès (amb l'excepció de dues paraules, "bingo" i "hi") a més a més a la frase, "Així és la mamba negre?", encara que ha manifestat que està en procés d'aprenentatge d'anglès i espera jugar més papers de llengua anglesa en el futur.

## Filmografia
- Blade of the Immortal (2017) com Hyakurin
- Himitsu – Top Secret (2016) com Yukiko Miyoshi
- Tanemaku tabibito: Kuni umi no sato (2015) com Keiko Kanno
- Team Batista Final: Kerberos no Shōzō (2014) com Sumire Sakuranomiya
- Ataru the First Love & the Last Kill (2013) com Maiko Ebina
- Gekijouban SPEC: Kurôzu - Kou no hen (2013) com Satoko Aoike
- Gekijouban SPEC: Kurôzu - Zen no hen (2013) com Satoko Aoike
- Toshokan Sensō (2013) com Asako Shibasaki
- Gekijouban SPEC: Ten (2012) com Satoko Aoike
- Ghostwriter Hotel (2012) com Naoko Utsumi
- Neck (2010) com Eiko Akasaka
- _The Movie (2009) com Yuka Mishima
- Kamogawa Horumo (2009) com Fumi Kusunoki
- Komori Seikatsu Kojo Club (2008) com Shizue
- Tengu Gaiden (2007) com Amaya
- Exte (エクステ Ekusute) (2007) com Yuko Mizushima
- Kisarazu Cats Eye: World Series (2006) com Ayako Sugimoto
- Scrap Heaven (2005)
- Yôkai daisensô (2005)
- Into the Sun (2005) com a Ayako
- Azumi 2: Death or Love (2005) com a Kozue
- Kagen no tsuki (2004) com Mizuki
- Itsuka 'A' torein ni notte (2003) com a Noguchi, Yuki
- Kill Bill: Vol. 1 (2003) com a Gogo Yubari
- "R-17" (2001)
- Battle Royale (2000) com a Takako Chigusa
- Tajuu jinkaku tantei saiko - Amamiya Kazuhiko no kikan (2000)
- Ju-on (2000) (V) com a Mizuho Tamura
- Kamen gakuen (2000) com a Reika Dojima
- Shikoku (1999) com a Sayori Hiura
- Gonin (1995) com a filla d'Ogiwara
- Toire no Hanako-san (1995)